# 国本社

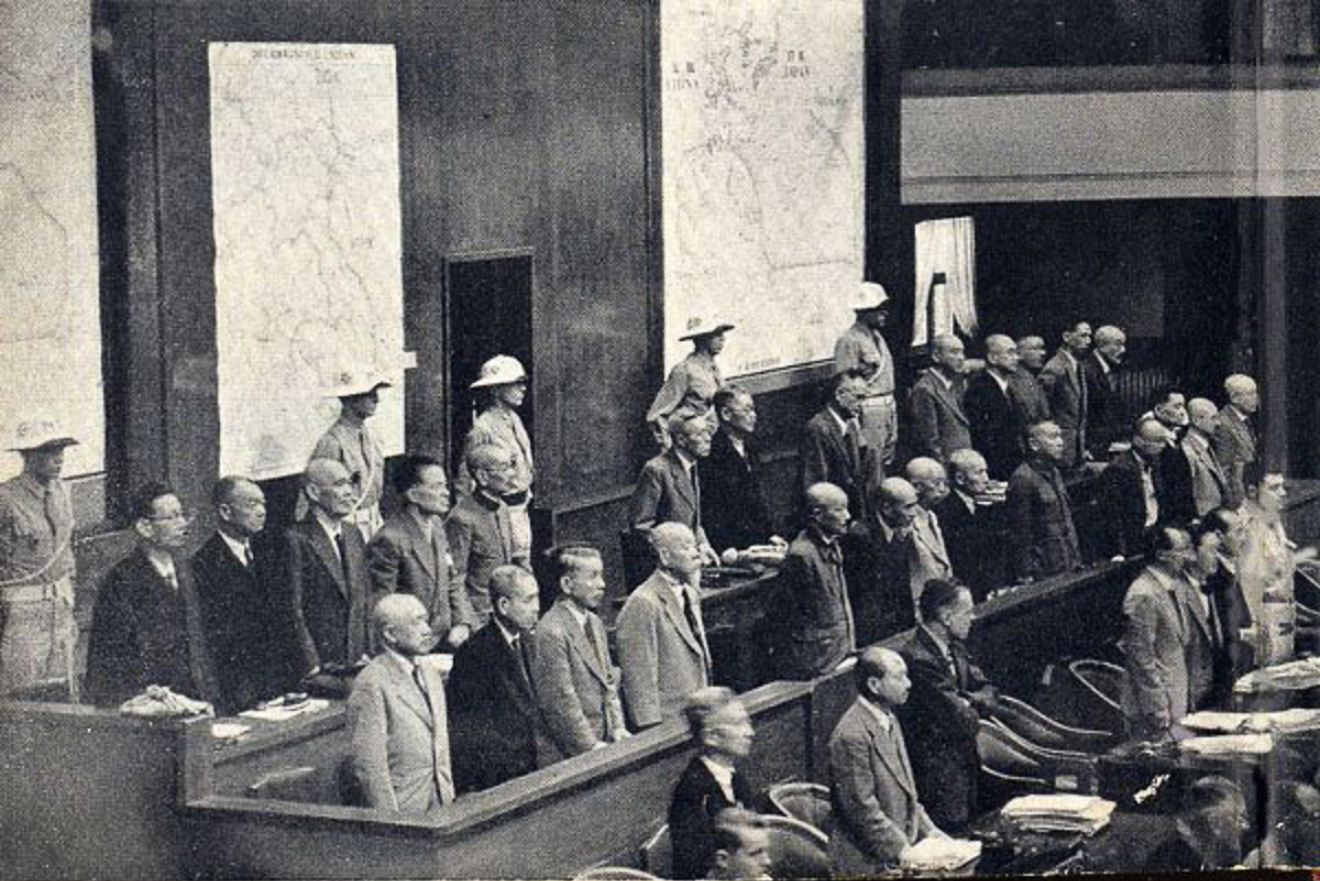
東京裁判での平沼騏一郎（後列左から6人目）

国本社（こくほんしゃ、1921年 - 1936年）は、大正後期から昭和初期の右翼団体・政治団体。事務局は麹町区平河町六番地。会長は検事総長・大審院院長であった平沼騏一郎。

## 起源
国本運動は田沼時代に松平定信によって提唱され、明治維新当時には岩倉具視が「国本七箇条」を朝廷に献策している。

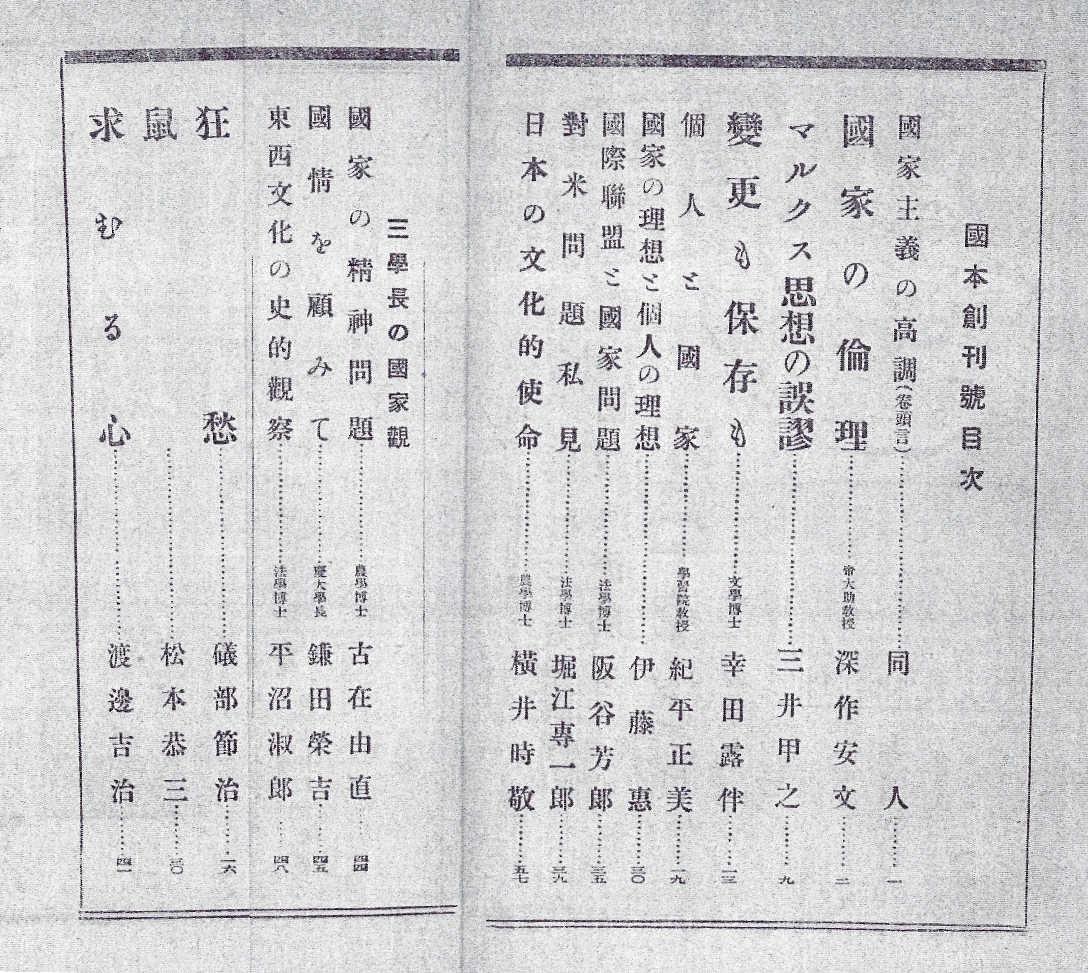
国本社『国本』創刊号目次。1921年。

その後に国本主義を鼓吹したのは、1889年（明治22年）創刊の雑誌『日本及日本人』、1890年（明治23年）創刊の雑誌「国本」であったが、社会主義思想が台頭し、吉野作造の民本主義に影響を受けた「新人会」が東京帝国大学にでき新思想の根幹となったため、衰退していった。
天皇機関説と対立する憲法学者上杉慎吉や天野辰夫は1918年、新人会を反日本思想であると位置づけ興国同志会を結成した。さらに、上杉の弟子であり会員でもあった弁護士の竹内賀久治（後に第二東京弁護士会を創立し初代会長、法政大学総長）と弁護士太田耕造が奔走し、1921年から機関紙『国本』を発行した。平沼騏一郎を迎え、「興国同志会」から「国本社」と改称した。当時は東京市麹町区中六番町14番地に所在。
のちに大日本興国同志会を結成した弁護士綾川武治、平松市蔵、また第一東京弁護士会第5代会長堀江専一郎、政治家の阪谷芳郎、などが国本社の会員であった。

## 概要
国本社は自らの政治活動の根拠として国粋主義を掲げ、1921年（大正10年）1月に設立された。会長には平沼、専務理事には竹内賀久治が就任した。『国本新聞』、機関紙『国本』を発行したが、実態としては平沼の政治活動の支援団体の性格もあった。
平沼の人脈を活かし、副会長には、東郷平八郎や山川健次郎が就任。官僚では原嘉道、鈴木喜三郎、塩野季彦、小原直、小山松吉、後藤文夫、鎌田栄吉。軍人では海軍の東郷、加藤寛治、末次信正、斎藤実、大角岑生、陸軍の上原勇作、宇垣一成、荒木貞夫、真崎甚三郎、秦真次、菊地武夫、小磯國昭、永田鉄山、財界からは池田成彬、結城豊太郎、中田錦吉、学界からは山川健次郎、哲学者の古在由直や学習院大学教授紀平正美、医学者荒木寅三郎、倫理学者深作安文、文学者幸田露伴や三井甲之、農学者横井時敬らが会員となった。
平沼が大審院院長であった1922年には起訴便宜主義が立法化された。1923年（大正12年）の関東大震災の混乱の中で平沼は司法大臣に就任し、治安維持法前身の勅令治安維持令も交付された。同年12月の虎ノ門事件では、摂政宮（のちの昭和天皇）が狙撃され、このことで山本内閣は翌年に総辞職し、平沼も辞任した。
また平沼は、1925年設立の帝国弁護士会の名誉会員にもなるなどし、国本社は1932年の五・一五事件後の調査によれば、全国に20万人の会員を擁し、教化団体から実行団体へと移行しつつあった。1927年には会員弁護士綾川武治が東京府北豊島郡西巣鴨町向原に大日本興国同志会を結成。
国本社は、既成政党からは「一敵国」と見なされ、西園寺公望らからはファシズム思想であるとして警戒され、法学博士岸清一なども活動していた。新人会は三・一五事件のあとの1929年には、日本共産青年同盟に吸収された。
1936年（昭和11年）の二・二六事件が発生したときには、会員の小笠原長生や加藤、真崎らが連絡を取り合い、平沼または加藤内閣を画策するも失敗。一方、憲法の番人と言われる枢密院の副議長を務めていた平沼は、同年3月にその議長に昇格して国本社会長を辞任したため、国本社も同時に解散した。その2カ月後の5月には思想犯保護観察法が成立した。

## 発行物
- 『国本』（1921年創刊、月刊）